# 金剛 (野球)
金 剛（キム・ガン、1988年10月16日 - ）は大韓民国出身の元プロ野球選手（外野手）。

## 経歴

### アマチュア時代
光州第一高等学校時代は長打者として活躍して金廣鉉、林翼晙などと共に青少年国家代表チームに抜擢されて青少年野球選手権大会に主将で参加した。青少年野球選手権大会参加前の2007年にハンファ・イーグルスの2次3順位指名を受けて契約金8,000万ウォンの条件で入団した。

### ハンファ時代
入団後は主戦1塁手の金泰均、金泰完などの陰に隠れてシーズン終盤に1軍の1試合に出場した。
2008年には1軍出場がなかった。
2010年にはFAを宣言して千葉ロッテマリーンズに移籍した金泰均の背番号である52番を受け継いだ(金泰均は2011年12月ハンファ復帰後、再び背番号52をつけた)。しかし同年も金泰完と張盛好に押され14試合の出場に終わった。
2011年シーズン序盤に張盛好が怪我をしたため左の大砲として期待されたが期待に応えられず5月初めに2軍に降りていき、以後には1軍に上がってくることができなかった。8試合出場に終わった後尚武野球団と契約したが、保護選手名簿から除外されて余剰戦力の選手を対象とした2次ドラフトで斗山ベアーズに指名され移籍した。同年12月26日軍へ入隊し尚武(国軍体育部隊)に所属することになった。
2013年9月に除隊された。

### 斗山時代
除隊された後の2014年より斗山に所属した。
しかし、呉在一などのレギュラーファースト勢との競争に負け続け、さらに控えのポジションさえもつかめず大きく期待を裏切った。
最終的に斗山時代の一軍出場が一度もないまま2016年シーズン終了後に自由契約となり現役を引退した。

### 引退後
2017年より斗山の二軍コーチとなった。
2019年よりKTウィズのコーチに転任する。

## プレースタイル・人物
引っ張り重視のプルヒッターである。
物静かで控えめな性格で、感情表現があまりない。

## 詳細情報

### 年度別打撃成績
| 年 度    | 球 団    | 試 合 | 打 席 | 打 数 | 得 点 | 安 打 | 二 塁 打 | 三 塁 打 | 本 塁 打 | 塁 打 | 打 点 | 盗 塁 | 盗 塁 死 | 犠 打 | 犠 飛 | 四 球 | 敬 遠 | 死 球 | 三 振 | 併 殺 打 | 打 率 | 出 塁 率 | 長 打 率 | O P S |
| -------- | -------- | ----- | ----- | ----- | ----- | ----- | -------- | -------- | -------- | ----- | ----- | ----- | -------- | ----- | ----- | ----- | ----- | ----- | ----- | -------- | ----- | -------- | -------- | ----- |
| 2007     | ハンファ | 1     | 2     | 2     | 0     | 0     | 0        | 0        | 0        | 0     | 0     | 0     | 0        | 0     | 0     | 0     | 0     | 0     | 2     | 0        | .000  | .000     | .000     | .000  |
| 2009     | ハンファ | 7     | 6     | 6     | 0     | 3     | 0        | 0        | 0        | 3     | 0     | 0     | 0        | 0     | 0     | 0     | 0     | 0     | 1     | 0        | .500  | .500     | .500     | 1.000 |
| 2010     | ハンファ | 14    | 26    | 24    | 2     | 10    | 2        | 0        | 0        | 12    | 4     | 0     | 0        | 0     | 0     | 2     | 0     | 0     | 4     | 1        | .417  | .462     | .500     | .962  |
| 2011     | ハンファ | 8     | 23    | 19    | 0     | 2     | 1        | 0        | 0        | 3     | 1     | 0     | 0        | 0     | 0     | 3     | 0     | 1     | 6     | 0        | .105  | .261     | .158     | .419  |
| KBO：4年 | KBO：4年 | 30    | 57    | 51    | 2     | 15    | 3        | 0        | 0        | 18    | 5     | 0     | 0        | 0     | 0     | 5     | 0     | 1     | 13    | 1        | .294  | .368     | .353     | .721  |

### 背番号
- 33 （2007年 - 2008年）
- 96 （2009年）
- 52 （2010年 - 2011年）
- 10 （2014年 - 2016年）
- 0 （2017年）
- 92 （2018年）
- 72 （2019年 - ）